# 409
Римська імперія розділена на дві частини. У Східній Римській імперії триває правління Феодосія II. У Західній править Гонорій. Галлію захопили узурпатори. У Китаї правління династії Цзінь. В Індії правління імперії Гуптів. У Японії триває період Ямато. У Персії править династія Сассанідів.
На території лісостепової України Черняхівська культура. У Північному Причорномор'ї готи й сармати. Історики VI століття згадують плем'я антів, що мешкало на території сучасної України приблизно з IV сторіччя. З'явилися гуни, підкорили остготів та аланів й приєднали їх до себе.

## Події
- В Іспанії магістр мілітум Геронтій проголосив імператором Максима Іспанського.
- Вандали під проводом Гундеріха перейшли через Піренеї на Іберійський півострів. Вони отримали землю від римлян у Бетіці. Алани захопили частину Лузитанії, свеви — частину Галлеції.
- Вестготи під проводом Аларіха знову взяли в облогу Рим. Місту загрожує голодна смерть. Імператор Гонорій із добре захищеної Равенни відмовляється виплатити данину.
- Іспанію, Галлію та Італію охопив голод.